# Лансон, Фил
Фил Ла́нсон (англ. Phil Lanzon — Лэнзон; род. 23 марта 1950, Лондон) — клавишник и автор песен, наиболее известен как участник рок-группы Uriah Heep с 1986 года. После прихода в группу в соавторстве с Миком Боксом написал большую часть её нового материала.
За время своей музыкальной деятельности Лансон работал с различными рок-исполнителями. Как сессионный музыкант и приглашённый музыкант он также за Grand Prix, Grant & Forsyth, с Джон Лоутоном, Мик Ронсоном, Крисом Спеддингом, Sweet, Paddy Goes to Holyhead и Tarracco.

## Биография
В возрасте 8 лет Фил научился играть на клавишных. В 1966 году начал играть в своей первой группе — Thе Loose Ends, причём часть материала была написана самим Филом. В 1968 году он присоединился к группе The Cats Pyamas From и выступал с ними до 1969 года. При этом принял участие в записи нескольких синглов группы The Ronettes. Он учился и сочинял музыку. Особенно в тот период его вдохновляли музыка Styx и Journey.
В 1977 году он основал свою собственную группу Romance, где также играл Нил Картер. Группа просуществовала недолго, успев записать лишь демо с 4 песнями. В 1978 году Лансон уже играл вместе в группе Paris, где вокалистом был Берни Шо. В конце семидесятых годов Лансон часто работал, как сессионный музыкант.
В конце 1979 года стал клавишником группы Grand Prix, игравшей мелодичный хард-рок. Здесь его пути с Берни Шо пересеклись во второй раз. С этой группой он записал три альбома. После выпуска третьего альбома группа распалась.
В 1984 году Лансон заменил Вика Эмерсона в Sad Cafe, но через некоторое время покинул группы, так и ни сыграв ни на одном из альбомов.
В марте 1985 года Лансон присоединился к группе Operator, участниками которой были: Робин Маколи (вокал), Крис Глен (бас), Мик О’Доног (гитара) и Фил Тэйор (ударные). В ноябре того же года группа распалась.
В июле 1985 Лансон играл на клавишных и ударных на альбоме «Big Bang» немецкой группы Tarraco, которая записывала альбом в Гамбурге и в Лондоне. Это экспериментальная музыка с большим количеством ударных. В августе 1985 Лансон завершил свой сотрудничество с Tarraco.
В сентябре 1985 года Лансон присоединился к обновлённой группе Sweet и принял участие в записи концертного альбома «Live at the Marquee». В составе Sweet он совершил гастрольный тур по Германии. В июле 1986 году он покидает группу.
Наконец, в 1986 году Лансон стал участником Uriah Heep, заменив Джона Синклера, и едет на гастроли по США. Не ограничиваясь ролью клавишника, он, Лансон, выступает в роли композитора, а в песне Mr. Majestic дебютировал и как певец.
Ему же удалось восстановить оригинальное звучание Хаммонд органа.
В 2017 году Лансон выпустил свой первый сольный альбом «If You Think I’m Crazy!». Второй сольный альбом «48 Seconds» был выпущен в 2019 году.

## Дискография
со Стивом Гленом
- Look Left Look Right
- No Doubt About It
- Easy Does It

GMT
- War Games

Grand Prix
- Grand Prix
- There For None To See
- Samurai

Grant & Forsyth
- Let’s Dance

John Lawton & Steve Dunning
- Steppin' It Up (2002)

Lionheart
- Unearthed — Raiders of the Lost Archives

с Миком Ронсоном
- Memorial Show

с Крисом Спендингом
- I’m Not Like Everybody Else

Sweet
- Hannover Sessions
- Live At The Marquee
- Chronology

Paddy Goes to Holyhead
- Green Green Grass of Home (7 inch)

Tarracco
- Big Bang

Uriah Heep
- Live in Moscow (live, 1988)
- Raging Silence (1989)
- Different World (1991)
- Sea of Light (1995)
- Spellbinder (live, 1996)
- Sonic Origami (1998)
- Future Echoes Of The Past (live, 2000)
- Acoustically Driven (live, 2001)
- Electrically Driven (live, 2001)
- The Magician's Birthday Party (live, 2002)
- Live in the USA (2003)
- Magic Night (live, 2004)
- Between Two Worlds (live, 2005)
- Wake the Sleeper (2008)
- Live in Georgia (Tbilisi State Music Hall Live) (2010)
- Into the Wild (2011)
- Outsider (2014)
- Living the Dream (2018)
- Chaos & Colour (2023)